# Цинков динитрат
Цинковият нитрат Zn(NO3)2 e известен в 7 кристалохидрата, а именно с 1,5;2;3;4;5;6;9 молекули кристализационна вода. При обикновена температура е стабилен
Zn(NO3)2.6H2O. Температураната област, в която се отделя из наситените разтвори е от 17,6 до 36,5 °C. Бяла, силно хигроскопична, много разтворима във вода кристална маса. Безводният нитрат не може да се получи чрез обезводняване при висока температура, тъй като се хидролизира, освен в присъствието на N2O5. Цинковият нитрат се получава при взаимодействие на оксида, карбоната или цинка и азотна киселина. При 100 °C шесткристалохидратът се обезводнява до трикристалохидрат. Над 100 °C започва измеримо да се разлага до ZnO и при това плътен, с добре оформени кристални частички.